# Talaláyivka (Nizhyn)
Talaláyivka (ucraniano: Талала́ївка) es un municipio rural de Ucrania perteneciente al raión de Nizhyn de la óblast de Chernígov.
En 2020, el territorio del actual municipio tenía una población de unos seis mil habitantes, de los que unos dos mil vivían en el propio pueblo de Talaláyivka y el resto repartidos en catorce pedanías. El municipio se formó en 2019 mediante la fusión de los consejos rurales de Talaláyivka, Bezúhlivka, Velyka Doroha y Nízhynske. Además de estos cuatro pueblos, pertenecen al municipio otros once: Lustivka, Jvýlivka, Bidyn, Dovhe, Kurýlivka, Pashkivka, Syndarevske, Jómivka, Kalýnivka, Kravchyja y Kropyvné; de estos once pueblos, los dos primeros eran las únicas pedanías que hasta 2019 tenía el consejo rural de Talaláyivka.
Se conoce la existencia del pueblo desde 1627, cuando un documento de Segismundo III de Polonia lo menciona como pedanía de Nizhyn. Tras la rebelión de Jmelnitski pasó a formar parte de la primera sotnia del regimiento cosaco de Nizhyn; por su cercanía a dicha ciudad, Talaláyivka era un lugar frecuente de reuniones del regimiento. En el Imperio ruso pasó a ser la sede de su propia vólost, en el uyezd de Nizhyn de la gobernación de Chernígov.
Se ubica unos 10 km al sur de Nizhyn, sobre la carretera R67 que lleva a Pryluky.